# Aprigliano
Aprigliano är en ort och kommun i provinsen Cosenza i regionen Kalabrien i Italien. Kommunen hade 2 821 invånare (2017).